# 892년

## 연호
- 당(唐) 대순(大順) 3년 / 경복(景福) 원년
- 일본(日本) 간표(寛平) 4년

## 기년
- 당(唐) 소종(昭宗) 4년
- 신라(新羅) 진성여왕(眞聖女王) 6년
- 발해(渤海) 대현석(大玄錫) 22년
- 후백제(後百濟) 견훤(甄萱) 원년

## 사건
- 견훤(甄萱) 완산주를 도읍으로 삼음.

## 사망
- 죽주(竹州)의 반란자(反蘭字) 기훤(箕萱)

°^$^|^|π|=|{|}|{|°|^|π|π|^|°|π^¥π`^$^`¢¥©©~¢`^`π``=`}`{|=|=no °=|=`°`√`•`•`°×``¶`∆∆`\``}]|[$°|^•^|^°$$°°|°|°|°|°|™$™$°°$=$=$=$=¥=`°¥°¥°¥°™¥™¥¥¢$•|¢|°|÷|×|}|}|]$[$✓✓$™|™|™™¥°¥=¥{£}~£}~}`×`÷ππ•《》